# Doris Troy
Doris Troy (geb. Doris Elaine Higginsen) (* 6. Januar 1937 in Bronx, New York; † 16. Februar 2004 in Las Vegas, Nevada) war eine US-amerikanische Soul-Sängerin und Songschreiberin, die von ihren Fans auch Mama Soul genannt wurde. Ihr größter Erfolg war der Soul-Klassiker Just One Look.

## Karriere
Troy wurde als Tochter von Randolph Higginsen, eines Predigers der Pfingstbewegung, und dessen Frau Geraldine geboren. Da ihre Eltern „gottlose“ Musik wie Rhythm and Blues ablehnten, begann sie ihre Gesangskarriere im Kirchenchor. Als Backgroundsängerin im New Yorker Apollo Theater wurde sie von James Brown entdeckt.
Ihre ersten Aufnahmen entstanden 1960 als Doris Payne. Sie war Mitglied bei den Halos und Jay And Dee. Ihr Hit erster und größter Just One Look auf Atlantic, den sie auch mitgeschrieben hatte, erreichte 1963 Platz zehn der US-amerikanischen Single-Charts des Billboard-Magazins und Platz eins der kanadischen Single-Charts. Für die Pop-Welt blieb sie trotz etlicher weiterer Platten ein One-Hit-Wonder. Lediglich in den R&B-Charts hatte sie weitere kleinere Erfolge, so 1964 What’cha Gonna Do About It, daneben auch ihr einziger Top-40-Erfolg in Großbritannien. Just One Look wurde über die Jahre zum Klassiker und oft gecovert. The Hollies hatten mit ihrer Version 1964 einen großen Hit in Großbritannien. Auch Anne Murray und Linda Ronstadt hatten Hits mit ihren Coverversionen. Mittlerweile gibt es über 50 Versionen des Liedes.
Troy stand noch bis 1967 bei Atlantic unter Vertrag. 1969 zog sie nach London, wo sie bis 1974 lebte. Es folgten Aufnahmen für Capitol und das Beatles-Label Apple. Dort erschien 1970 die aufwendig produzierte LP Doris Troy, die von Troy mit George Harrison produziert und arrangiert wurde. Als Stargäste waren unter anderem Billy Preston und Eric Clapton an diesem Werk beteiligt. Stephen Stills oder Klaus Voormann beteiligten sich am Songwriting. Trotz guter Kritiken war das Album kein großer Erfolg.
Troy war im Laufe ihrer Karriere unter anderem für Solomon Burke, Chuck Jackson, Dionne Warwick, den Rolling Stones und Dusty Springfield als Backgroundsängerin tätig. Pink Floyd engagierten sie 1973 für The Dark Side of the Moon, eines der erfolgreichsten Alben aller Zeiten. Mit Claudia Lennear und P. P. Arnold bildete sie das Trio Soul Sisters und begleitete unter anderem Humble Pie auf einer LP.
Ihr Leben wurde in der Aufführung Mama, I Want to Sing auf die Bühne gebracht. Das Stück, das als Co-Autorin von ihrer Schwester Vy Higginsen geschrieben wurde, brachte es im Heckschertheater in Harlem und bei nachfolgenden Tourneen bis 1998 auf 1.500 Aufführungen. Dabei spielte Doris Troy ihre Mutter und Chaka Khan stellte Troy dar.
Trotz der Popularität, die das Musical mit sich brachte, war Troy in ihren letzten Lebensjahren nicht wohlhabend und laut eigener Aussage auf die Tantiemen ihres größten Hits, Just One Look, angewiesen.
Im Jahr 2011 wurde das Musical mit Ciara als Hauptdarstellerin, Lynn Whitfield und Patti LaBelle direkt auf DVD in Australien veröffentlicht. Ein Jahr später erschien die DVD auch in den USA.